# Hospital de Sant Miquel
L'Hospital de Sant Miquel és un edifici del municipi de Tossa de Mar (Selva). L'Hospital de Sant Miquel de Tossa el trobem emplaçat al costat dret de l'Avinguda del Pelegrí, però simultàniament fa cantonada amb el carrer Maria Auxiliadora. L'antic hospital de Sant Miquel, situat a la Vila Nova, fou fundat el 1765 pel patrici local Tomàs Vidal i Rei. És una obra declarada bé cultural d'interès nacional.

## Descripció

### Edifici de l'hospital
L'edifici de l'Hospital està format per dos cossos: en primer lloc, tenim el cos de l'Hospital pròpiament, de planta quadrada el qual està compost per planta baixa i pis superior i cobert amb una teulada irregular, rematada amb un ràfec format per quatre fileres: la primera i la segona de rajola plana i la tercera i la quarta de teula.
La planta baixa consta de quatre obertures, a destacar especialment el gran portal d'accés d'arc carpanell rebaixat amb uns grans muntants de pedra molt ben treballats i escairats. Ubicat sobre el portal, en el mateix eix de simetria, trobem un gran escut de pedra oval, compost per tota una sèrie d'elements iconogràfics molt interessants, com són una creu sota de la qual trobem una calavera amb dos ossos creuats. Simultàniament el portal està flanquejat per tres obertures -una a la dreta i dues a l'esquerra, de similar tipologia, és a dir tres finestres d'arc carpanell rebaixat emmarcades amb pedra.
Al primer pis hi trobem cinc obertures de format similar, és a dir cinc finestres d'arc carpanell rebaixat, emmarcades amb pedra. D'aquestes cinc difereixen únicament les dues finestres centrals, tant la mida sensiblement més gran, com pel fet que són projectades com a balconades amb les seves respectives baranes de ferro forjat.
Aquest cos es troba organitzat i estructurat internament per un magnífic patí quadrat de dues plantes, cobert amb una claraboia, en el centre del qual hi ha un pou. La planta baixa està estructurada de la següent manera: a dos costats hi trobem dues obertures - una a cada costat- d'arc carpanell rebaixat. Mentre que en les dues cares restants del quadrat, hi ha tres obertures per costat d'arc de mig punt. En el primer pis les quatre cares que compossen el quadrat han rebut el mateix tractament, és a dir tres obertures d'arc carpanell rebaixat.

### Edifici de la capella
En segon lloc, en l'extrem dret trobem la capella de Sant Miquel. L'espai físic de la façana que dona a l'Avinguda del Pelegrí, està monopolitzat per tres elements interessants. En primer lloc, tenim el portal d'arc carpanell rebaixat, emmarcat amb pedra i ornat en la part superior amb garlandes i filigranes. En segon lloc i ubicada simètricament al portal, trobem una gran fornícula, ornada amb pilastres llises coronades amb capitells jònics que sostenten un entaulament ampul·lós carregat de garlandes.
La fornícula està ocupada per la figura de Sant Tomàs d'Aquino, la qual va ser entronitzada i beneïda l'abril de 1987. Es tracta d'una imatge de cos sencer, ubicada damunt d'un pedestal. Des del punt de vista estilístic, l'escultura està ben resolta però hi ha certs elements que no acaben de convèncer totalment, com ara el rostre fred i inexpressiu i la manca de coorporeitat per part del personatge, el cos del qual no es deixa percebre sota els plecs esquemàtics i metàl·lics d'aquesta espessa i densa túnica. L'últim element en discòrdia és l'ull de bou, ubicat damunt de la fornícula.
Això a nivell exterior, mentre que a nivell interior la capella està constituïda per una capçalera formada per tres absis semicirculars en creu. Al transsepte s'aixeca una cúpula hemisfèrica recoberta exteriorment amb ceràmica vidrada, amb una petita llanterna que il·lumina l'interior. Tot l'interior està pintat amb uns colors cridaners i llampants, que tanmateix li atorguen una gran sensació d'alegria i de vida a la capella, trencant així l'aspecte típic de fredor i distantanciament que solen oferir la majoria de capelles i d'establiments religiosos envers els seus creients.
La sumptuositat de la capella es veu exalçada per la presència del retaule barroc presidit per la imatge de la Verge Maria amb el nen Jesús en braços, coronat per la imatge de l'Arcàngel Miquel, patró de la capella, en actitud combativa amb l'espasa alçada i amb una expressió frenètica a la cara. Un altar barroc restaurat recentment, concretament a l'estiu del 2001.
Per anar tancant remarcar, encara que sigui a manera d'apunt, que en els dos extrems de la façana podem contemplar els grans blocs cantoners de pedra, ben desbastats i treballats. Pel que fa al tema dels materials, tant en el cos de l'hospital com en el de la capella prima un tractament unitari consistent en l'obra arrebossada i pintada.